# Gorod pod zapretom
Gorod pod zapretom (in russo Город под запретом?) è un singolo della cantante ucraina Loboda, pubblicato il 27 novembre 2013 su etichetta discografica Loboda M'juzik.

## Video musicale
Per la canzone sono stati realizzati due video musicali. Il primo, presentato nel novembre 2013, è un'esibizione con una canzone in un concerto da solista del cantante nel club Stereo Plaza di Kiev. Il video è stato girato in bianco e nero.
La seconda versione è stata presentata a marzo 2014 ed era già un videoclip a tutti gli effetti. Il nuovo video è stato diretto dalla cantante stessa con la sua produttrice Natella Krapivina (nel ruolo di Duet Drelles). Cameramen — Alexey Stepanov, Mikhail Verpatov. La trama è basata sulla storia di un uomo e di una donna che si sono bagnati nell'amore e non hanno notato la sua presenza, come l'aria che respiravano.
Loboda voleva trasmettere metaforicamente il valore dell'amore come aria, quindi, per riflettere l'impossibilità della vita senza amore, si è deciso di creare un mondo sottomarino per le riprese. Per l'attuazione di tali attività, in Ucraina non c'erano attrezzature necessarie e non c'erano abbastanza specialisti. Per due volte ho dovuto cambiare il gruppo di telecamere, che non poteva far fronte alle attività creative assegnate. Di conseguenza, un set di apparecchiature video è stato annegato due volte e i dispositivi di illuminazione che hanno preso fuoco potrebbero causare danni irreparabili agli attori che hanno preso parte al videoclip.

## Tracce
Testi e musiche di Loboda e Sergej Nemirovskij.
Download digitale
1. Gorod pod zapretom – 4:09

## Classifiche

### Classifiche settimanali
| Classifica (2014) | Posizione massima |
| ----------------- | ----------------- |
| Russia            | 99                |
| Ucraina           | 2                 |

### Classifiche di fine anno
| Classifica (2014) | Posizione |
| ----------------- | --------- |
| Ucraina           | 13        |

## Riconoscimenti
- 2013 – Pisnja roku[5]